# Paulo Alves
Paulo Ferreira Alves (Niterói, 27 de novembro de 1850 — Rio de Janeiro, 16 de junho de 1908) foi um engenheiro e empresário brasileiro.

## Biografia
Foi o primeiro mandatário do recém-criado município de Niterói, nomeado pelo governador do estado do Rio de Janeiro, Nilo Peçanha.
Durante a sua gestão na Câmara Municipal), foi revisada a planta da rede de esgotos da cidade, foram alargadas, retificadas e calcetadas as ruas do Centro e atingiu-se o término do projeto de abertura e urbanização da Alameda São Boaventura, no bairro do Fonseca (Niterói).
No âmbito da saúde pública, criou o Serviço de Higiene Defensiva e a Polícia Sanitária, incorporou ao município os Hospitais de Isolamento do Barreto (atual Ari Parreiras) e São João Batista, e instituiu o Centro de Serviços Municipais, abrangendo o Corpo de Bombeiros, o Departamento de Limpeza Urbana e Serviço de Arborização e Apreensão de Animais
A sua gestão teve igualmente uma preocupação com o património cultural do município, sendo que foi reconstruído o Teatro Municipal, restaurada a Praça General Gomes Carneiro (Rink) e o Monumento à Memoria e recuperada a Companhia Cantareira do Parque da Vicência, no Fonseca. Foram também elaborados estudos para a construção do Matadouro, do Mercado Municipal, do Campo de São Bento e de várias vilas operárias que deveriam substituir os cortiços espalhados na cidade.
Segundo Emmanuel de Macedo Soares, foi o primeiro prefeito a falar em proteção ao meio ambiente e na exploração do potencial turístico da Região Oceânica.
Ficou à frente da prefeitura no período de 5 de janeiro de 1904 a 18 de outubro de 1904.
Em 27 de abril de 1904 a Câmara dos Vereadores de Niterói promulga deliberação substituindo o nome da Rua Áurea, no bairro do Ingá, para Rua Doutor Paulo Alves.